# Nadia Vera
Nadia Dominicque Vera Pérez (Comitán, Chiapas, México, 8 de febrero de 1983 – Distrito Federal, México, 31 de julio de 2015) fue una antropóloga social, activista y defensora de los derechos humanos mexicana asesinada junto al fotoperiodista Rubén Espinosa Becerril, a la maquillista de Mexicali Yesenia Quiroz Alfaro, a la modelo colombiana Mile Virginia Martín y a la trabajadora del hogar Olivia Alejandra Negrete Avilés, en el multihomicidio de la colonia Narvarte, el 31 de julio de 2015.

## Biografía
Nadia estudió antropología social, y empezó estos estudios en la Universidad Autónoma de Chiapas (UNACH), en su tierra natal, y los terminó en la Universidad Veracruzana, en Xalapa. Fue miembro de la Asamblea Estudiantil de Xalapa, Veracruz, y del movimiento universitario de protesta #YoSoy132.
Nadia era productora del Festival Internacional Cuatro x Cuatro y trabajaba como productora cultural. Como activista, organizó en 2012 una protesta contra el alza al transporte público, y participó en una toma simbólica del Palacio Municipal de Xalapa. En 2013, participó en más protestas contra el gobierno de Javier Duarte, y fue agredida y detenida por la policía en varias ocasiones.

## Caso
Nadia y el fotógrafo Rubén Espinosa trabajaban en Veracruz, de donde ambos habían huido tras haber sido amenazados por temor a perder la vida, considerando el alto número de asesinatos de periodistas en ese estado.
En una entrevista con la televisora independiente Rompeviento TV, Nadia había responsabilizado al gobernador de Veracruz, Javier Duarte, de lo que pudiera sucederle. Tras esto, decidió huir del estado por haber recibido amenazas de muerte. Por su parte, el fiscal general del estado de Veracruz, Luis Ángel Bravo, declaró que tales amenazas no habían sido denunciadas ante las autoridades. Darío Ramírez, director de la organización Artículo 19 para México y Centroamérica, señaló que dichas amenazas contra Nadia Vera no habían sido denunciadas previamente, pero afirmó que miembros de #YoSoy132 y compañeros de Espinosa avalaban la versión de la activista.
El asesinato de Nadia, considerado feminicidio, ha sido condenado por organismos internacionales como la Oficina del Alto Comisionado de las Naciones Unidas para los Derechos Humanos y la Relatoría Especial para la Libertad de Expresión de la Comisión Interamericana de Derechos Humanos.
Agrupaciones de derechos humanos y otros colectivos protestaron en el Monumento a la Revolución de la Ciudad de México el 8 de agosto, exigiendo el esclarecimiento del caso y demandaron que el gobernador de Veracruz fuera llamado a comparecer ante la fiscalía capitalina.
El 11 de agosto de 2015, el gobernador veracruzano Javier Duarte rindió su declaración en Xalapa ante representantes de la Procuraduría General de Justicia del Distrito Federal como parte de las investigaciones de los asesinatos. El mandatario estatal se deslindó de los hechos.
A 9 años del multifeminicidio y homicidio en la Colonia Narvarte, las familias de las víctimas continúan exigiendo verdad y justicia. En un evento de exigencia de justicia afuera de la Fiscalía General de Justicia de la Ciudad de México, Patricia Espinosa, hermana de Rubén Espinosa, fotoperiodista asesinado el 31 de julio en este hecho, recordó que ya han pasado dos jefes del ejecutivo presidenciales, dos jefaturas de gobierno local, dos procuradores y dos fiscales, pero se mantiene la impunidad en el caso. A pesar de haber tres personas detenidas y sentenciadas por el caso, la autoridad aún no ha dado resultados en la investigación de la red con más de 10 personas que participaron en el crimen, de acuerdo a las familias y sus representantes legales.